# Peduncle

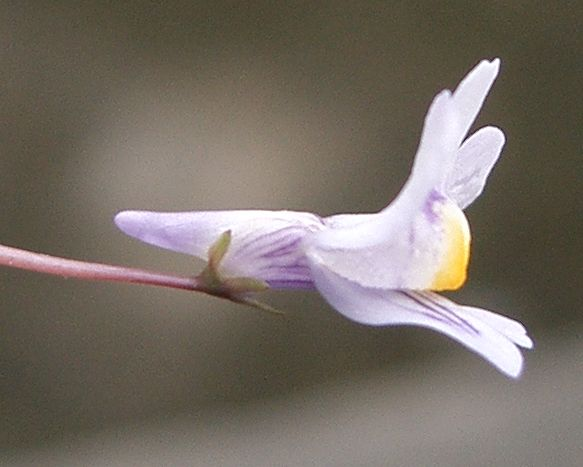
Detall del peduncle, al final del qual una flor de Cymbalaria muralis

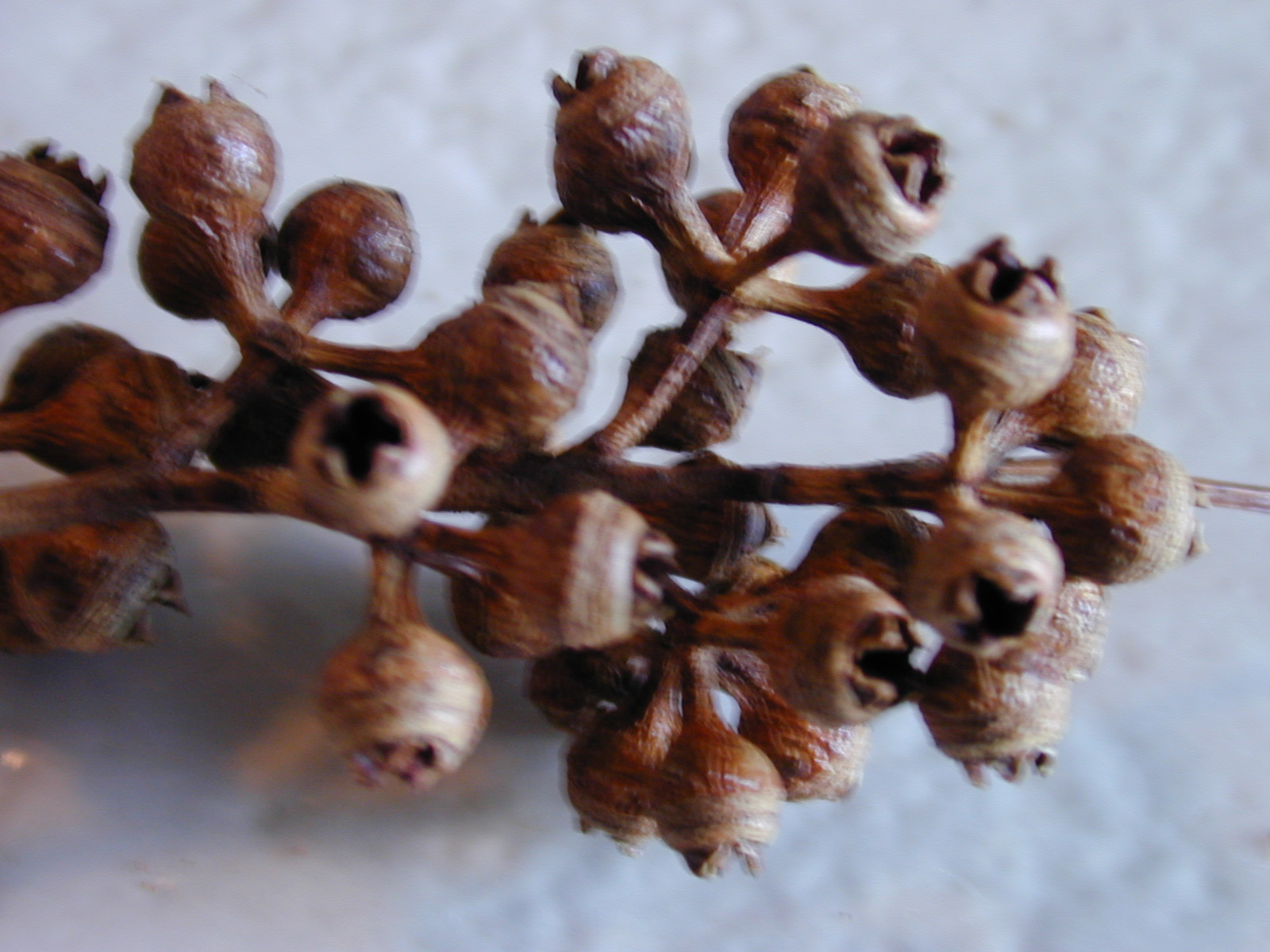
Detall dels fruits dEucalyptus tereticornis

En botànica s'anomena peduncle, pedicel, peçó o capoll (quan uneix un fruit) la branca de creixement limitat que sosté una inflorescència o un fruit després de la seva fecundació. És «la cua o suport d'una flor, d'un fruit o d'una inflorescència ben delimitada». Posseeix l'estructura d'una tija i és responsable de la sustentació i conducció de saba a les flors. Es connecta amb el tronc o amb un raquis de la inflorescència en la base i és el calze de l'àpex. Poques vegades presenta ramificacions o estructures d'origen foliar. En la seva absència, les flors són sèssils. Una compressió o canvis en la consistència del pedicel poden influir en les característiques reproductives de les flors.